# Cmentarz ewangelicki w Grodzisku Wielkopolskim
Cmentarz ewangelicki w Grodzisku Wielkopolskim – nieistniejący cmentarz ewangelicki zlokalizowany w Grodzisku Wielkopolskim u zbiegu ulic Kąkolewskiej i Morelowej.
Pierwszy cmentarz ewangelicki znajdował się u zbiegu obecnych ulic Bukowskiej i Nowotomyskiej w pobliżu szpitala ewangelickiego, którego budynek przy ulicy Bukowskiej 52 istnieje do dziś. Pod koniec XIX wieku powstał nowy cmentarz, zajmował prostokątną działkę węższym bokiem wzdłuż drogi do Kąkolewa. Użytkowany był do 1945, ostatnie pochówki miały miejsce w latach pięćdziesiątych XX wieku. W następnych latach został zdewastowany, a następnie splantowany i był używany jako boisko do piłki nożnej. Z czasem boisko przestało być używane, a teren ten porósł krzewami. W 1996 od strony ulicy Kąkolewskiej ustawiono tablicę informującą o historycznym przeznaczeniu tego terenu.